# (500007) 2011 QT8
(500007) 2011 QT8 es un asteroide perteneciente al cinturón exterior de asteroides, descubierto el 20 de agosto de 2011 por el equipo del Pan-STARRS desde el Observatorio de Haleakala, Hawái, Estados Unidos.

## Designación y nombre
Designado provisionalmente como 2011 QT8.

## Características orbitales
2011 QT8 está situado a una distancia media del Sol de 3,210 ua, pudiendo alejarse hasta 3,795 ua y acercarse hasta 2,626 ua. Su excentricidad es 0,182 y la inclinación orbital 15,74 grados. Emplea 2101,40 días en completar una órbita alrededor del Sol.
Los próximos acercamientos a la órbita de Júpiter se producirán el 15 de octubre de 2035, el 1 de noviembre de 2046 y el 27 de diciembre de 2145, entre otros.

## Características físicas
La magnitud absoluta de 2011 QT8 es 17,1.